# Blake Shelton's Barn & Grill
| Críticas profissionais | Críticas profissionais |
| Avaliações da crítica  | Avaliações da crítica  |
| Fonte                  | Avaliação              |
| ---------------------- | ---------------------- |
| Allmusic               | [ 1 ]                  |

Blake Shelton's Barn & Grill é o terceiro álbum de estúdio do cantor norte-americano Blake Shelton, lançado a 26 de Outubro de 2004 pela editora discográfica Warner Bros. Assim como seus álbuns anteriores, recebeu o certificado ouro através da RIAA.

## Conteúdo
Shelton compôs apenas duas faixas para o disco. O primeiro single do álbum, "When Somebody Knows You That Well", foi escrita por Harley Allen que também colaborou com Shelton em 2003 para o single "The Baby". "When Somebody Knows You That Well" alcançou a 37.ª posição na Country Songs, tornando-se o single de menor sucesso na carreira de Shelton. Para não prejudicar o desempenho do álbum, foi lançado "Some Beach" como single, que obteve um ótimo desempenho se posicionando na primeira posição da tabela Country Songs. Os outros dois singles do álbum, "Goodbye Time" e "Nobody But Me" alcançaram a 10.ª e 4.ª posição, respectivamente.
"Cotton Pickin' Time" uma das duas faixas que Paul Overstreet compôs para o álbum, foi anteriormente gravada pelo trio The Marcy Brothers para seu álbum de estreia, enquanto "What's on My Mind" foi gravada por Gary Allan para seu álbum Alright Guy.

## Faixas
| N.º            | Título                              | Compositor(es)                    | Duração |  |
| 1.             | "Some Beach"                        | Rory Lee Feek, Paul Overstreet    | 3:24    |  |
| 2.             | "Nobody But Me"                     | Shawn Camp, Phillip White         | 2:38    |  |
| 3.             | "Good Old Boy, Bad Old Boyfriend"   | Bobby Braddock                    | 3:03    |  |
| 4.             | "Love Gets in the Way"              | Scott Joyce, Blake Shelton        | 3:30    |  |
| 5.             | "Goodbye Time"                      | James Dean Hicks, Roger Murrah    | 3:23    |  |
| 6.             | "Cotton Pickin' Time"               | Overstreet, Even Stevens          | 3:16    |  |
| 7.             | "What's on My Mind"                 | Leslie Satcher, Jim Lauderdale    | 3:05    |  |
| 8.             | "When Somebody Knows You That Well" | Jimmy Melton, Harley Allen        | 3:41    |  |
| 9.             | "On a Good Day"                     | Shelton, Tom Shapiro, Tony Martin | 3:34    |  |
| 10.            | "The Bartender"                     | Allen                             |         |  |
| 11.            | "I Drink"                           | Mary Gauthier, Crit Harmon        | 3:25    |  |
| Duração total: | Duração total:                      | Duração total:                    | 34:55   |  |

## Desempenho nas tabelas musicais
| Tabelas musicais (2004)         | Melhor posição |
| ------------------------------- | -------------- |
| Estados Unidos (Country Albums) | 3              |
| Estados Unidos (Billboard 200)  | 20             |

| Ano                               | Single                              | Posições    | Posições |
| Ano                               | Single                              | EUA Country | EUA      |
| --------------------------------- | ----------------------------------- | ----------- | -------- |
| 2004                              | "When Somebody Knows You That Well" | 37          | —        |
| 2004                              | "Some Beach"                        | 1           | 28       |
| 2005                              | "Goodbye Time"                      | 10          | 73       |
| 2005                              | "Nobody But Me"                     | 4           | 60       |
| "—" Não entrou na tabela musical. |                                     |             |          |

| País/Associação       | Certificação | Vendas   |
| --------------------- | ------------ | -------- |
| Estados Unidos - RIAA | Ouro         | 500,000+ |